# Моркины Горы
Мо́ркины Го́ры (карел. Morkingora) — село в Бежецком районе Тверской области. Административный центр Моркиногорского сельского поселения, образованного в 2005 году.

## География
Находится в 34 километрах к юго-западу от районного центра Бежецк, на автодороге «Тверь—Бежецк—Весьегонск—Устюжна» (92-й км от Твери). На восток от села идет автодорога «Моркины Горы — Теблеши».
Расположено на холмах Моркиногорской возвышенности (или Моркины Горы), части возвышенности Бежецкий верх. В 1 км к западу — река Бережа, приток Мологи.

## История
В 1586 году сельцо Горки приписано к Троице-Сергиеву монастырю.
С XIX века известно как село Моркины Горы Бежецкого уезда.
В 1859 году в казённом селе Моркины Горы — 65 дворов, 431 житель.
В середине XIX-начале XX века село Моркины Горы центр одноимённых волости и прихода Бежецкого уезда Тверской губернии, в 1887 году в селе — 84 двора, 486 жителей.
В 1935—1956 годах село центр сельсовета в составе Теблешского района Калининской области.
С 1956 года в составе Бежецкого района.

## Население
| 1859 | 1887 | 1989 | 1997 | 2002 | 2008 | 2010 |
| ---- | ---- | ---- | ---- | ---- | ---- | ---- |
| 431  | ↗486 | ↗501 | ↘492 | ↘397 | ↘394 | ↘367 |

## Инфраструктура
В 1996 году — 212 хозяйств, 492 жителя. Отделение совхоза «Зареченский», льнозавод, лесничество. Средняя школа, детсад, Дом культуры, почта, медпункт, магазины.
- ОАО «Моркино-Горский льнозавод»
- МОУ Моркиногорская средняя общеобразовательная школа
- Библиотека (Моркиногорский сельский филиал Бежецкой ЦБС)
- Офис врача общей практики

## Достопримечательности
- Церковь Рождества Иоанна Предтечи (между 1883 и 1895)[9].
- Памятник землякам, погибшим в годы Великой Отечественной войны.